# Montrol-Sénard
Montrol-Sénard (Monsteiròu en occitan, prononcé Mountéïro) est une commune française située dans le département de la Haute-Vienne, en région Nouvelle-Aquitaine.

## Géographie

### Localisation et accès
La commune de Montrol-Sénard est située à l'ouest des monts de Blond, limitrophe de la Charente, à 15 km au sud-ouest de Bellac, 25 km à l'est de Confolens et 18 km au nord de Saint-Junien.

### Communes limitrophes

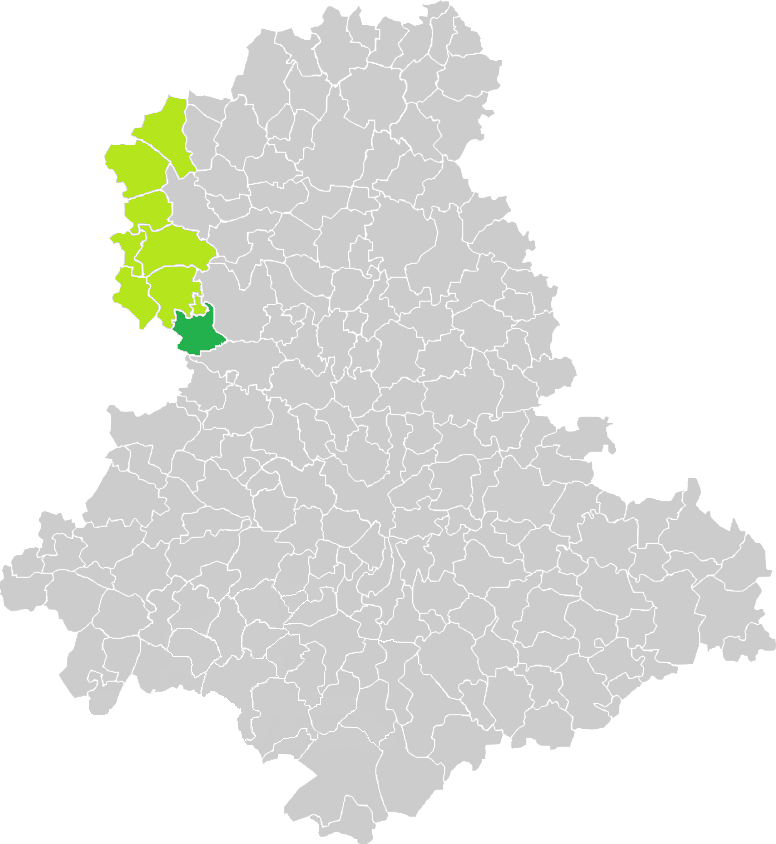
Situation de la commune de Montrol-Sénard en Haute-Vienne.

| Nouic                 | Mortemart      |       |
|                       | Montrol-Sénard | Blond |
| Montrollet (Charente) | Javerdat       | Cieux |

### Climat
Pour des articles plus généraux, voir Climat de la Nouvelle-Aquitaine et Climat de la Haute-Vienne.
Historiquement, la commune est exposée à un climat océanique limousin.  
En 2020, Météo-France publie une typologie des climats de la France métropolitaine dans laquelle la commune est exposée à un climat océanique altéré et est dans la région climatique  Poitou-Charentes, caractérisée par un bon ensoleillement, particulièrement en été et des vents modérés.
Pour la période 1971-2000, la température annuelle moyenne est de 10,5 °C, avec une amplitude thermique annuelle de 14 °C. Le cumul annuel moyen de précipitations est de 1 080 mm, avec 13,6 jours de précipitations en janvier et 7,8 jours en juillet. Pour la période 1991-2020, la température moyenne annuelle observée sur la station météorologique la plus proche, située sur la commune de Val d'Issoire à 7,61 km à vol d'oiseau, est de 11,9 °C et le cumul annuel moyen de précipitations est de 988,9 mm,. Pour l'avenir, les paramètres climatiques de la commune estimés pour 2050 selon différents scénarios d’émission de gaz à effet de serre sont consultables sur un site dédié publié par Météo-France en novembre 2022.

## Urbanisme

### Typologie
Au 1er janvier 2024, Montrol-Sénard est catégorisée commune rurale à habitat très dispersé, selon la nouvelle grille communale de densité à sept niveaux définie par l'Insee en 2022.
Elle est située hors unité urbaine. Par ailleurs la commune fait partie de l'aire d'attraction de Limoges, dont elle est une commune de la couronne,. Cette aire, qui regroupe 127 communes, est catégorisée dans les aires de 200 000 à moins de 700 000 habitants,.

### Occupation des sols
L'occupation des sols de la commune, telle qu'elle ressort de la base de données européenne d’occupation biophysique des sols Corine Land Cover (CLC), est marquée par l'importance des territoires agricoles (52,4 % en 2018), en diminution par rapport à 1990 (53,2 %). La répartition détaillée en 2018 est la suivante : 
forêts (47,4 %), prairies (44 %), zones agricoles hétérogènes (8,4 %), milieux à végétation arbustive et/ou herbacée (0,1 %). L'évolution de l’occupation des sols de la commune et de ses infrastructures peut être observée sur les différentes représentations cartographiques du territoire : la carte de Cassini (XVIIIe siècle), la carte d'état-major (1820-1866) et les cartes ou photos aériennes de l'IGN pour la période actuelle (1950 à aujourd'hui).

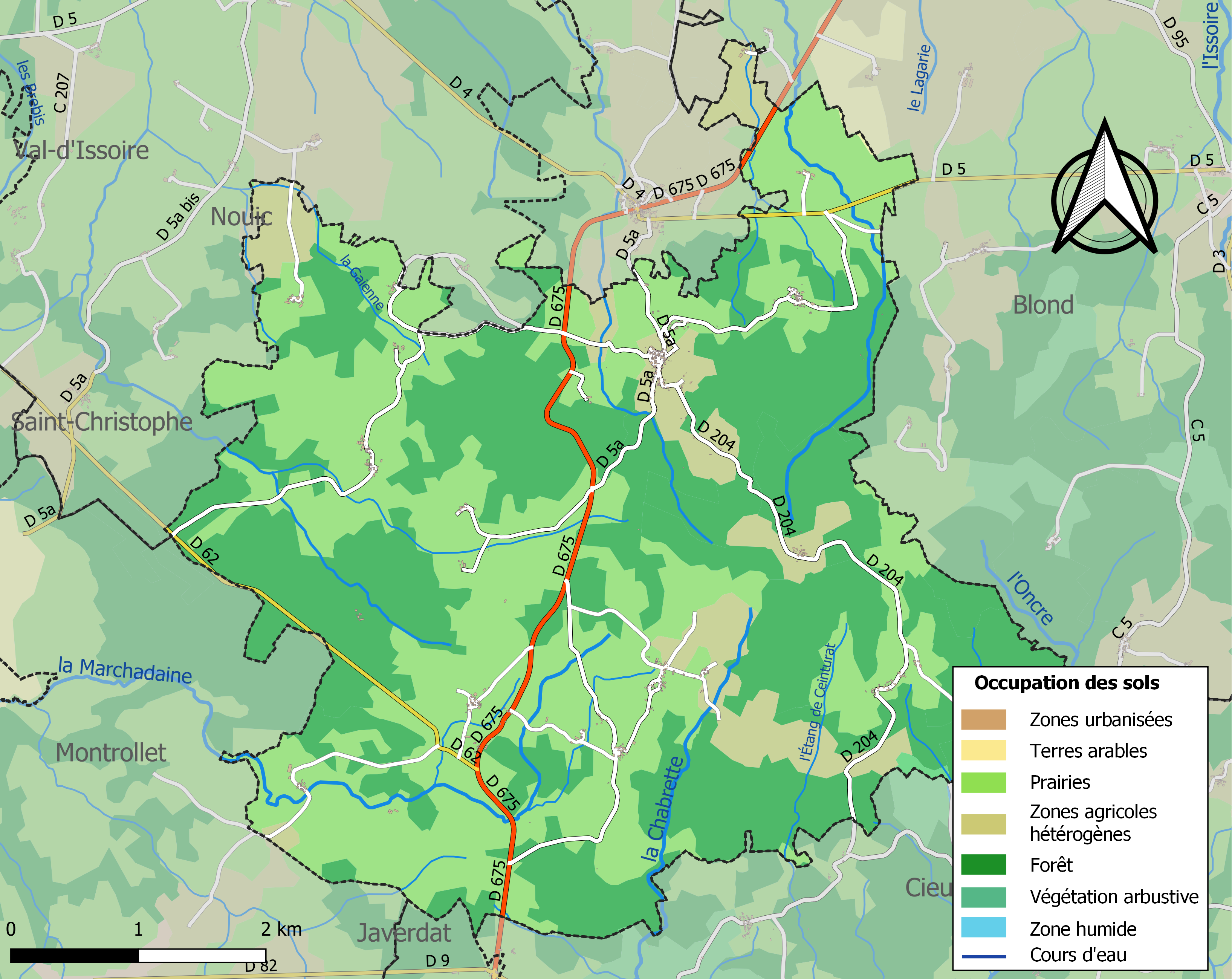
Carte des infrastructures et de l'occupation des sols de la commune en 2018 (CLC).

### Risques majeurs
Le territoire de la commune de Montrol-Sénard est vulnérable à différents aléas naturels : météorologiques (tempête, orage, neige, grand froid, canicule ou sécheresse) et séisme (sismicité faible). Il est également exposé à un risque particulier : le risque de radon. Un site publié par le BRGM permet d'évaluer simplement et rapidement les risques d'un bien localisé soit par son adresse soit par le numéro de sa parcelle.

#### Risques naturels

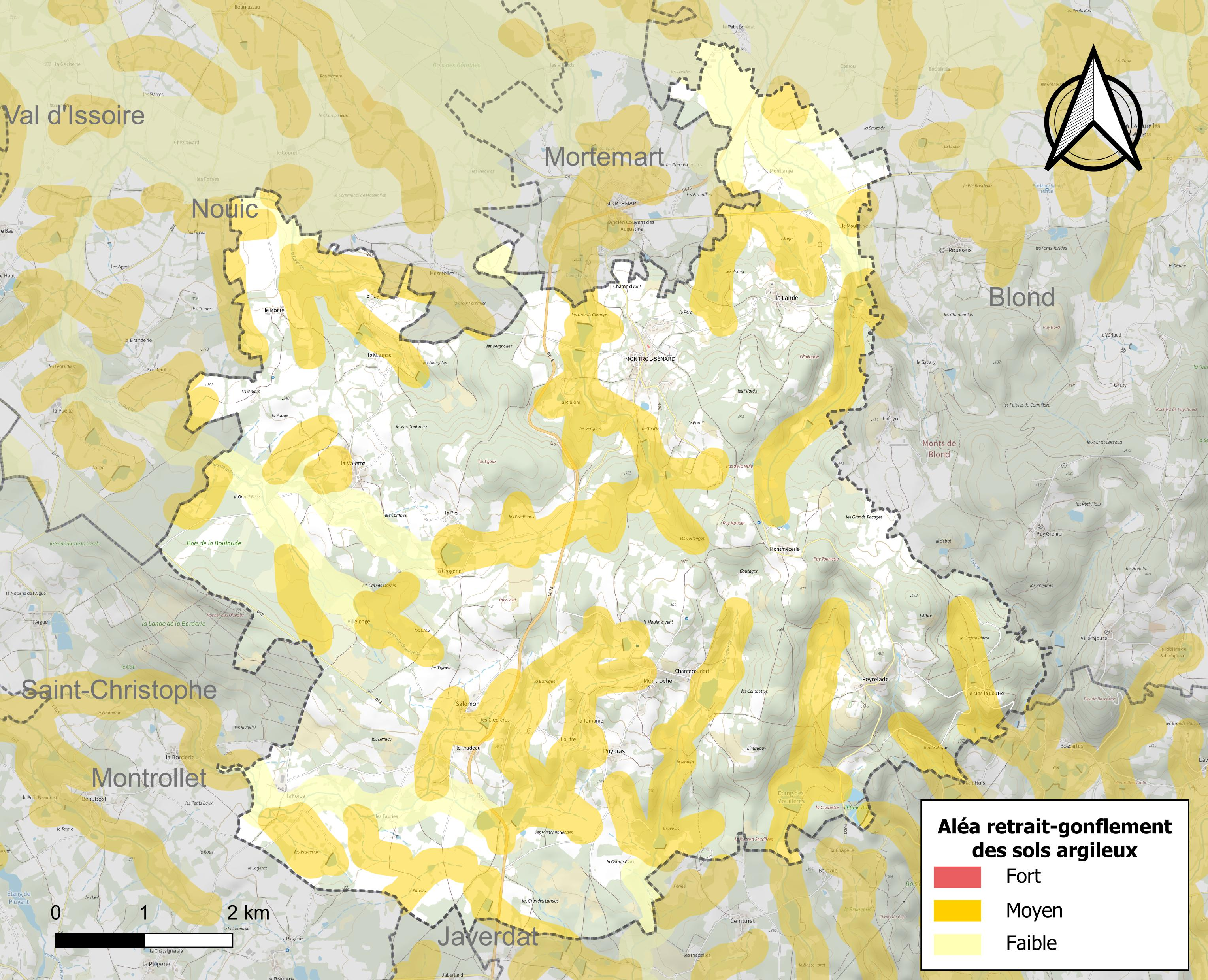
Carte des zones d'aléa retrait-gonflement des sols argileux de Montrol-Sénard.

Le retrait-gonflement des sols argileux est susceptible d'engendrer des dommages importants aux bâtiments en cas d’alternance de périodes de sécheresse et de pluie. 33,6 % de la superficie communale est en aléa moyen ou fort (27 % au niveau départemental et 48,5 % au niveau national métropolitain). Depuis le 1er octobre 2020, en application de la loi ÉLAN, différentes contraintes s'imposent aux vendeurs, maîtres d'ouvrages ou constructeurs de biens situés dans une zone classée en aléa moyen ou fort,.
La commune a été reconnue en état de catastrophe naturelle au titre des dommages causés par les inondations et coulées de boue survenues en 1982 et 1999 et par des mouvements de terrain en 1999.

#### Risque particulier
Dans plusieurs parties du territoire national, le radon, accumulé dans certains logements ou autres locaux, peut constituer une source significative d’exposition de la population aux rayonnements ionisants. Selon la classification de 2018, la commune de Montrol-Sénard est classée en zone 3, à savoir zone à potentiel radon significatif.

## Politique et administration

### Liste des maires
| Période                                  | Période  | Identité        | Étiquette | Qualité |
| ---------------------------------------- | -------- | --------------- | --------- | ------- |
| Les données manquantes sont à compléter. |          |                 |           |         |
| 1980                                     | 2014     | Louis Barrier   |           |         |
| 2014                                     | En cours | Yvette Coindeau |           |         |

### Politique environnementale
Dans son palmarès 2024, le Conseil national de villes et villages fleuris de France a attribué trois fleurs à la commune.

## Démographie
L'évolution du nombre d'habitants est connue à travers les recensements de la population effectués dans la commune depuis 1793. Pour les communes de moins de 10 000 habitants, une enquête de recensement portant sur toute la population est réalisée tous les cinq ans, les populations de référence des années intermédiaires étant quant à elles estimées par interpolation ou extrapolation. Pour la commune, le premier recensement exhaustif entrant dans le cadre du nouveau dispositif a été réalisé en 2005.

En 2022, la commune comptait 253 habitants, en évolution de −8,33 % par rapport à 2016 (Haute-Vienne : −0,68 %, France hors Mayotte : +2,11 %).
| 1793  | 1800  | 1806 | 1821  | 1831  | 1836  | 1841  | 1846  | 1851  |
| ----- | ----- | ---- | ----- | ----- | ----- | ----- | ----- | ----- |
| 1 116 | 1 173 | 967  | 1 355 | 1 369 | 1 039 | 1 100 | 1 138 | 1 120 |

| 1856  | 1861  | 1866  | 1872  | 1876 | 1881 | 1886 | 1891  | 1896 |
| ----- | ----- | ----- | ----- | ---- | ---- | ---- | ----- | ---- |
| 1 038 | 1 004 | 1 033 | 1 001 | 951  | 974  | 985  | 1 014 | 987  |

| 1901 | 1906 | 1911 | 1921 | 1926 | 1931 | 1936 | 1946 | 1954 |
| ---- | ---- | ---- | ---- | ---- | ---- | ---- | ---- | ---- |
| 939  | 950  | 911  | 813  | 736  | 705  | 618  | 567  | 530  |

| 1962 | 1968 | 1975 | 1982 | 1990 | 1999 | 2005 | 2006 | 2010 |
| ---- | ---- | ---- | ---- | ---- | ---- | ---- | ---- | ---- |
| 477  | 375  | 333  | 292  | 238  | 226  | 240  | 235  | 246  |

| 2015 | 2020 | 2022 | - | - | - | - | - | - |
| ---- | ---- | ---- | - | - | - | - | - | - |
| 274  | 260  | 253  | - | - | - | - | - | - |

## Lieux-dits
La commune de Montrol-Sénard comprend 30 villages : le Champ-d'Avis, Chantecoudert, Chez-Paisse, Famizeland, les Fauries, la Forge, la Goutte, la Grogerie, le Gros-Roc, la Lande, Loutre, le Mas-la-Loutre, le Maupas, le Monteil, Montlarge, Montmezerie, Montrocher, le Moulin-Neuf, le Petit-Hors, Peyrelade, le Pic, la Planche, le Pradeau, le Puy, Puybras, la Ribière, Salomon, la Tamanie, la Valette, Villelonge.
Elle comprend également quelques habitations isolées qui ne sont pas considérées comme des villages.

## Lieux et monuments
- Église Saint-Julien de Montrol-Senard. L'édifice a été inscrit au titre des monuments historique en 1978[26].
- La croix hosannière de Montrol-Sénard.
- Une association locale, « Nostalgie Rurale », a reconstitué dans plusieurs maisons du village des scènes des métiers d'autrefois ; on trouve, ainsi, une école élémentaire telle qu'elle était dans les années 1930, une cordonnerie, une saboterie, un lavoir et d'autres reconstitutions.

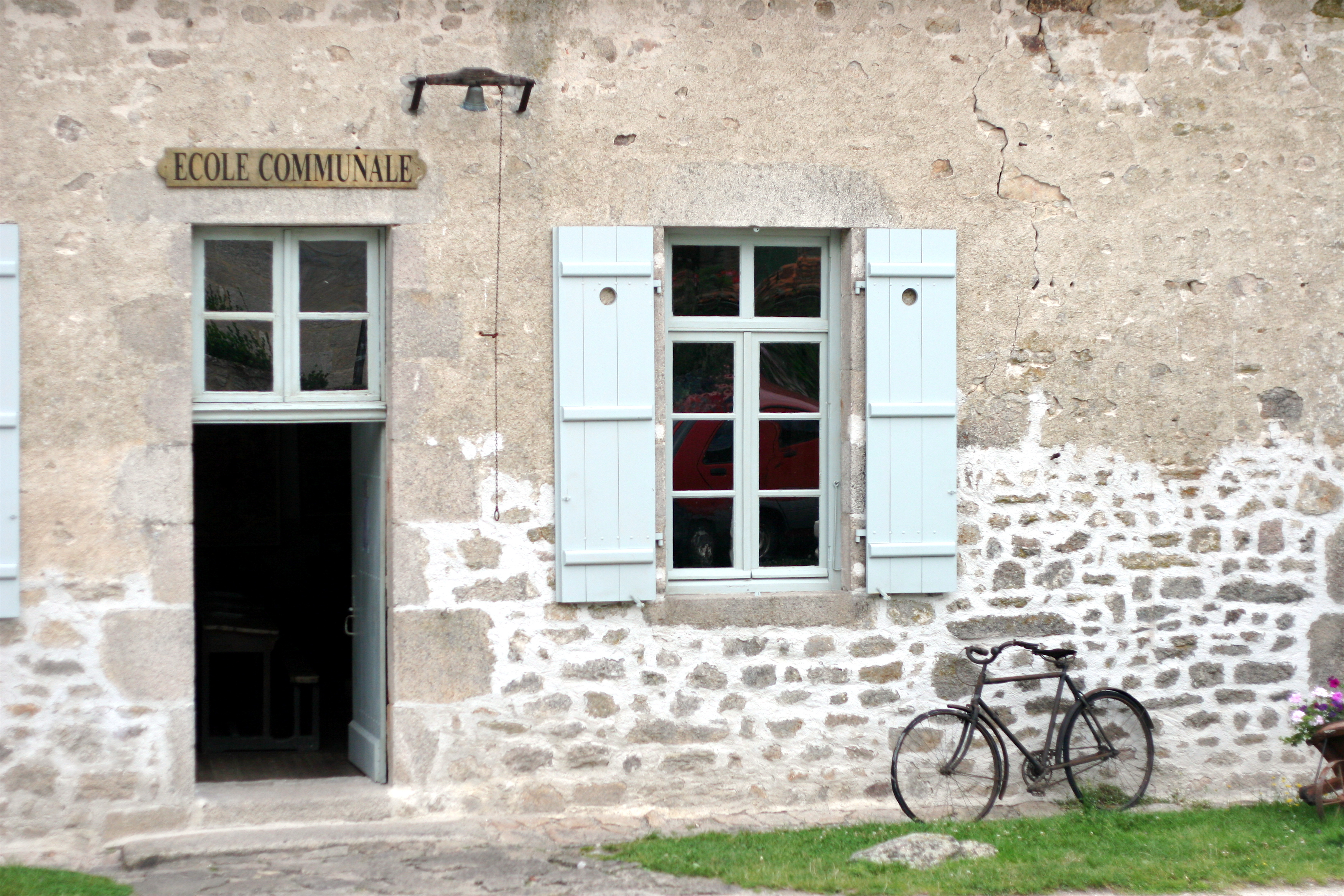
La façade de l'école.
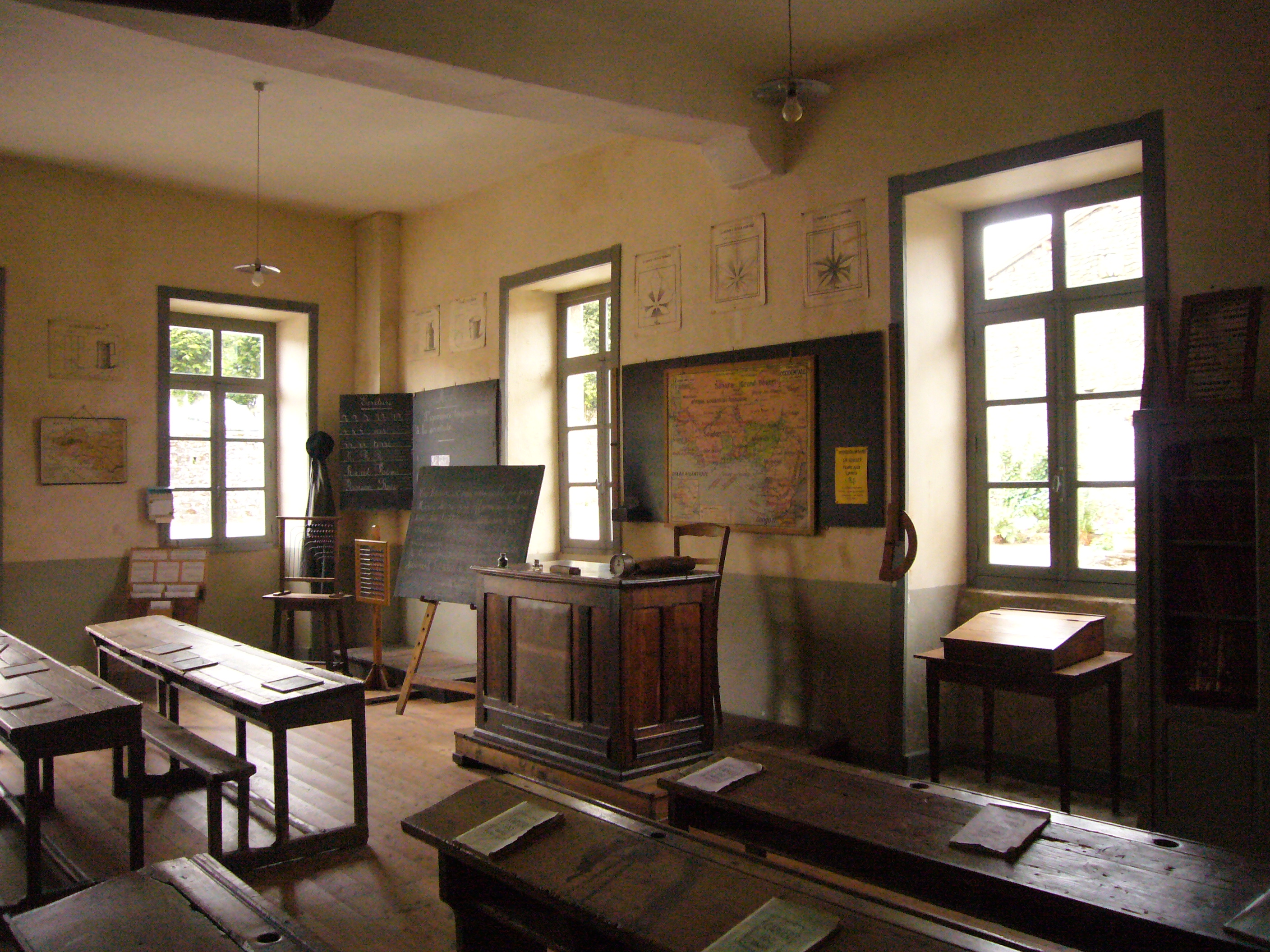
La salle de classe.
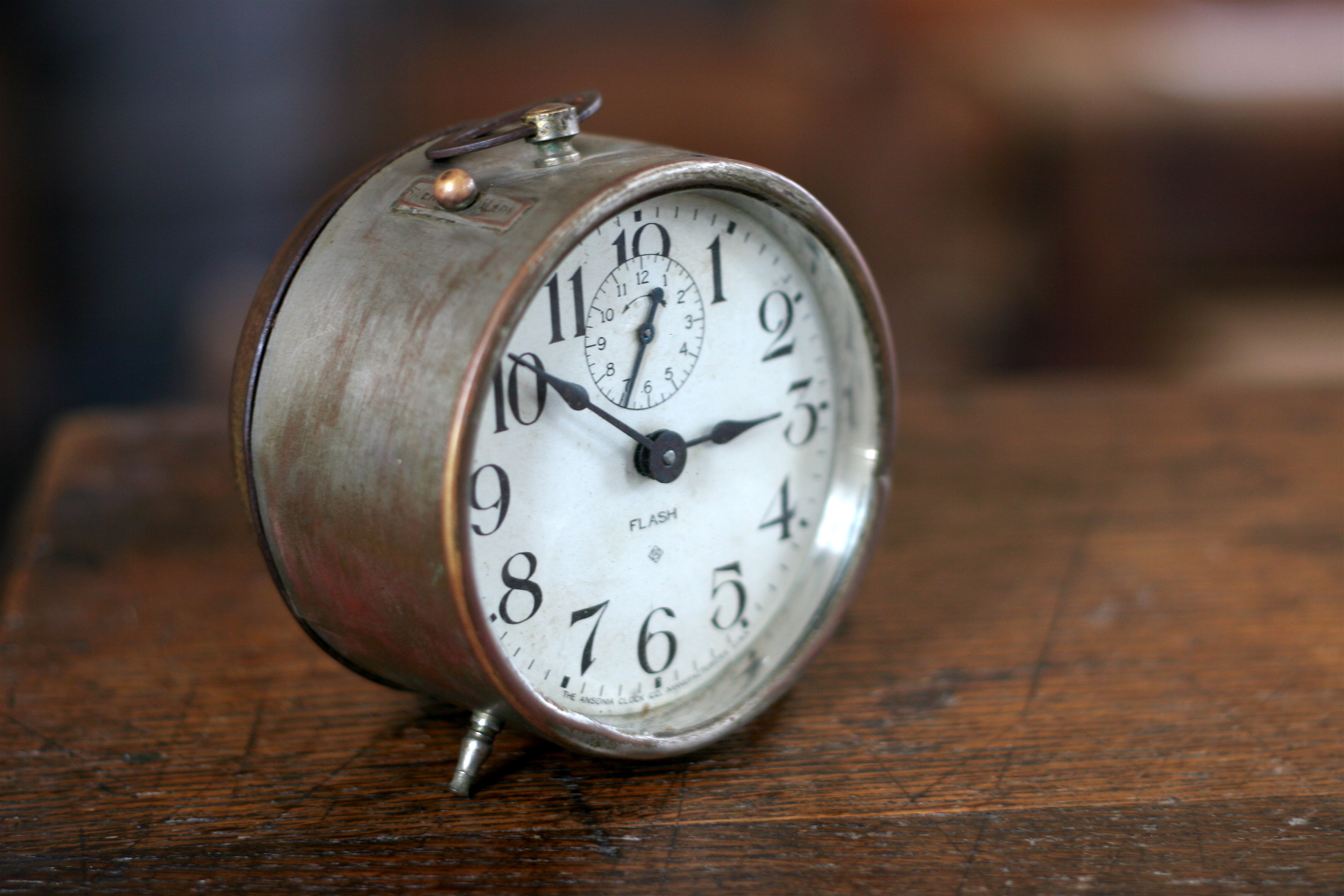
Sur le bureau du maître d'école.

## Personnalités liées à la commune
- François Raymond Duval (1756-1832), général des armées de la République et de l'Empire, y est né ; il aurait vécu ses dernières années à Thorigné (Deux-Sèvres).
- Pierre Gauvain. Selon une légende, le Pas de la Mule est un rocher à empreintes, situé près du hameau de Montmézery, commune de Montrol-Sénard. Une mule portant la dépouille du cardinal Gauvain, tomba à genoux sur ce rocher. C’est elle qui a laissé sur la pierre, l’empreinte de son pas. Voir sites externes.

## Pour approfondir